# Blastobasis leucotoxa
Blastobasis leucotoxa é uma espécie de mariposa do gênero Blastobasis pertencente à família Coleophoridae.